# George Ōtsuka
George Ōtsuka bzw. George Ohtsuka (jap. ジョージ大塚, Jōji Ōtsuka; * 6. April 1937 in der Präfektur Tokio als Keiji Ōtsuka (大塚 敬治, Ōtsuka Keiji); † 10. März 2021 in Suginami) war ein japanischer Jazzmusiker (Schlagzeug) und Bandleader.

## Leben und Wirken
Otsuka, der auf dem Schlagzeug Autodidakt war und das Instrument während seiner Tätigkeit als Bandboy für sich entdeckte, gehörte am Ende der 1950er Jahre zum Cosy Quartet von Sadao Watanabe. Von 1961 bis 1965 war er Mitglied im Quartett von Hidehiko Matsumoto (mit dem 1965 erste Aufnahmen entstanden) und mit dem er bekannt wurde. Weiterhin arbeitete er in der Tokioter Jazzszene u. a. mit Masao Yagi, Akira Miyazawa, Yusuru Sera und Hampton Hawes.
1965 gründete er ein eigenes Trio mit Hideo Ichikawa (Piano) und Masaoki Terakawa (Bass); in dieser Besetzung nahm er 1967 sein Debütalbum Page 1 auf, gefolgt von Page 2 (1968) und Page 3 (1969). Mit seinem Jazztrio trat er um 1970 im Tokioter Jazzclub Pit Inn auf. Für Victor nahm Otsuka mit Roy Haynes 1968 Groovin' With My Soul Brother auf (mit Hideo Ichikawa und Yoshio Ikeda). Mit Haynes, Jack DeJohnette und Mel Lewis tourte er 1970 als Four Drums in Japan. 
In den 1970er-Jahren spielte er u. a. mit Takeru Muraoka, Terumasa Hino, Kiyoshi Sugimoto, Takao Uematsu, Isao Suzuki; daneben entstanden LPs unter eigenem Namen mit Sea Breeze (1971), Go On (1972), In Concert! (1973), u. a. mit Shunzo Ohno, sowie You Are My Sunshine (1974), Loving You George (1975) und 1976 noch Physical Structure. 1975 trat er und sein Trio mit Phil Woods auf, des Weiteren spielte er mit Mabumi Yamaguchi, Takashi Mizuhashi, Fumio Karashima und Hidehiko Matsumoto; außerdem im Trio We Three, das er mit Hiroyuki Takamoto und Hideaki Kanazawa gebildet hatte. Bei einem New-York-Aufenthalt nahm er mit Gastmusikern wie Steve Grossman, Richie Beirach, Masabumi Kikuchi, John Abercrombie, Yoshiaki Masuo, Miroslav Vitous und Nana Vasconcelos das Album Maracaibo Cornpone auf; mit Mabumi Yamaguchi, Kenny Kirkland, John Scofield und Miroslav Vitous folgte 1978 in Tokio die Produktion Guardian Angels. Mit Hiroshi Kamayatsu nahm er Alben in der Fusionband Thunderbirds auf.
Im Bereich des Jazz war er zwischen 1965 und 1990 an 37 Aufnahmesessions beteiligt, zuletzt mit der Pianistin Sakurako Ogyu (Deep in Autumn).

## Diskographische Hinweise
- Physical Structure (1976)
- Maracaibo Cornpone (1978)

## Lexikalischer Eintrag
- Kazunori Sugiyama, George Otsuka. In: Barry Kernfeld (Hrsg.) The New Grove Dictionary of Jazz. 2002 (2. Auflage)